# Aldoma

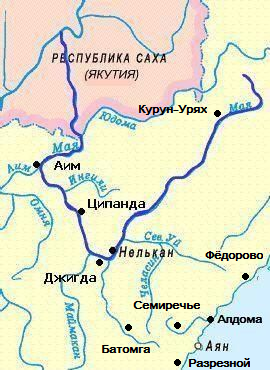
Carta percorso fiume

La Aldoma (in russo Алдома?) è un fiume dell'Estremo Oriente russo. Scorre nell'Ajano-Majskij rajon del Territorio di Chabarovsk e sfocia nella piccola baia omonima (залив Алдома) del mare di Ochotsk.
Il fiume ha origine tra le creste dei monti monti Džugdžur e scorre mediamente in direzione orientale. La sua lunghezza è di 118 km, l'area del bacino è di 3 440 km².